# Bernard Bigras
Pour les articles homonymes, voir Bigras.
Bernard Bigras (4 juin 1969 - ) est un homme politique québécois.

## Biographie
Député fédéral de la circonscription de Rosemont—La Petite-Patrie à la Chambre des communes du Canada de 1997 à 2011 sous l'étiquette du Bloc québécois, Bernard Bigras a été successivement porte-parole en matière d'environnement et de développement durable (1997), de ressources-humaines (1998), d'immigration (1999-2000) et de nouveau porte-parole en matière d'environnement de 2000 à la fin de son mandat en 2011.
Bernard Bigras amorce sa carrière dans le secteur privé. Après des études en sciences économiques à l'Université de Montréal, il entre au Service aux entreprises de la Banque Nationale du Canada.
En 1994, il devient conseiller politique dans des cabinets de ministres du Gouvernement du Québec, dont celui du Tourisme, celui de la Culture et des Communications ainsi que celui de l’Industrie.
En 1997, il est élu député à la Chambre des communes. Il est membre du comité sur l'environnement et le développement durable à partir de 2002. Dans le cadre de ses responsabilités, il propose entre autres une politique visant à développer de façon durable le fleuve Saint-Laurent ainsi qu’une politique de réduction de la dépendance au pétrole qui s’appuie sur l’électrification des transports et sur des investissements importants dans les infrastructures de transport collectif.
Détenant une expertise législative en matière de lutte contre les changements climatiques et de réduction des émissions de gaz à effet de serre, il est invité comme conférencier dans plusieurs forums nationaux et internationaux, notamment à la séance plénière du 5e Forum sur la mobilité urbaine et le transport avancé, qui s'est tenu en octobre 2007 (MUTA-Autovision 2007).
Comme membre de la délégation canadienne, à titre de député de l'opposition, il participe à de nombreuses Conférences des parties sur les changements climatiques (COP), dont celle de 1997, qui mena à la signature du protocole de Kyoto, et celle de 2009 menant à l’accord de Copenhague. En 2002, il est membre de la délégation du premier ministre canadien (Jean Chrétien) à l’occasion du Sommet sur le développement durable de Johannesburg en Afrique du Sud.
Bernard Bigras est marié et père de trois enfants.

### Vie après la politique
Bernard Bigras est engagé à la Ville de Longueuil en 2011 où il occupe différentes fonctions, dont celle de chef du Bureau de l'environnement et celle de directeur général adjoint - développement durable.
En 2016, il devient directeur général de l'Association des architectes paysagistes du Québec (AAPQ), poste qu'il occupera jusqu'en juin 2021. Il deviendra ensuite président-directeur général de l'Association des firmes de génie-conseil du Québec (AFG) en juin 2021, poste qu'il occupe à ce jour.